# 中华人民共和国建筑材料工业部
中华人民共和国建筑材料工业部，簡稱建材部。是中华人民共和国国务院曾設立的一個组成部门。
1956年時，原有的重工业部被撤銷，分拆成冶金工业部、化学工业部和建筑材料工业部；1958年，又與建筑工程部合并。1965年再度由建築工程部中分出。
1970年，與建筑工程部一起併入国家基本建设革命委员会，1979年再度成立。1982年5月撤銷，改为国家建筑材料工业局（2001年撤销）。

## 内设机构
第一次设立（1956年5月-1958年2月）：
- 办公厅
- 计划司
- 财务司
- 干部司
- 劳动工资司
- 教育司
- 设计司
- 技术司
- 机械动力司
- 基本建设司
- 地方工业局
- 供应局
- 水泥工业管理局
- 玻璃陶瓷工业管理局
- 建筑安装局
- 地质局
- 监察局
- 安全技术监察局
- 销售局
- 行政司

第二次设立（1965年3月-1970年6月）：
- 办公厅
- 计划司
- 中共建筑材料工业部政治部
- 科学技术局
- 非金属矿局
- 基本建设局
- 地方材料局
- 物资供应局
- 水泥局
- 玻陶局

第三次设立（1979年4月-1982年5月）：
- 办公厅
- 计划局
- 财务劳资局
- 外事局
- 政策研究室
- 人事局
- 生产综合局
- 科教局
- 非金属矿局
- 基建局
- 地方材料与新材料局
- 供应分配局
- 水泥局
- 玻陶局

## 历任部长
1. 赖际发（1956年5月-1958年2月，1965年3月-1970年6月）
2. 宋养初（1979年4月-1982年5月）